# Lac Tshinene
Lac Tshinene är en endorheisk sjö i Kongo-Kinshasa. Den ligger på gränsen mellan provinserna Lomami och Haut-Lomami, i den södra delen av landet, 1 100 km öster om huvudstaden Kinshasa. Den sträcker sig 0,8 kilometer i nord-sydlig riktning, och 1,6 kilometer i öst-västlig riktning.